# 1998 у телебаченні
Список 1998 у телебаченні описує події у сфері телебачення що відбулися 1998 року.

## Події

### Січень
- 1 січня — Початок мовлення нового російського телеканалу «ТНТ»[1].
- 19 січня — Початок мовлення у Придністров'ї «Бендерського телебачення».

### Лютий
- 1 лютого — Зміна графічного оформлення телеканалу «Гравіс-35».
- 7 лютого
  - Ребрендинг телеканалу «УТ-1» у «Перший національний»[2].
  - Зміна графічного оформлення телеканалу «1+1»[3].
- 13 лютого — Початок аналогового мовлення телеканалу «ICTV» на 26 ТВК в Чернігові[4].
- 25 лютого — Початок тестового мовлення «Нового каналу» на 50 ТВК в Києві[5].
- Припинення аналогового мовлення телеканалу «ICTV» на 43 ТВК в Маріуполі[6].

### Березень
- Початок мовлення нового регіонального телеканалу «Контакт-Славута»[7].

### Квітень
- 23 квітня — Початок мовлення нового музичного телеканалу «O-TV»[8][9].

### Червень
- 1 червня — Зміна логотипу та графічного оформлення телеканалу «Інтер»[10].

### Липень
- 5 липня — Початок мовлення нового регіонального телеканалу «РТК Хуст».
- 15 липня — Початок повноцінного мовлення «Нового каналу» на 52 ТВК в Києві в аналоговому форматі[11][12].

### Вересень
- 7 вересня — Зміна графічного оформлення телеканалу «1+1»[13].
- 17 вересня — Зміна графічного оформлення телеканалу «Інтер».
- Початок аналогового мовлення регіонального телеканалу «ТРК Жиса» на 27 ТВК у Севастополі[14].

### Жовтень
- 1 жовтня — Початок повноцінного мовлення новоград-волинського регіонального телеканалу «Телескоп».

### Грудень
- 13 грудня — Початок мовлення нового севастопольського регіонального телеканалу «Омега ТВ»[15].
- Початок аналогового мовлення «Нового каналу» на 25 ТВК в Миколаєві[16].

## Без точних дат
- Початок мовлення нового інформаційного телеканалу «Експрес-Інформ».
- Ребрендинг телеканалу «Ніко-TV» у «НБМ».
- Початок роботу нової львівської регіональної телекомпанії «НТА»
- Початок власного мовлення харківського регіонального телеканалу «АТН».
- Початок мовлення нового регіонального телеканалу «Одесса».
- Початок мовлення нового дніпродзержинського регіонального «41 каналу»[17].
- Початок аналогового мовлення телеканалу «СТБ» на 48 ТВК у Запоріжжі[18].
- Початок аналогового мовлення регіонального державного телеканалу «ХТБ» на 25 ТВК у Хмельницькому[19].
- Початок мовлення нового чернігівського регіонального телеканалу «Дитинець».
- Зміна логотипа «Нового каналу».
- Припинення мовлення та закриття вінницького регіонального телеканалу «Селбанго»[20].
- Початок мовлення нового миколаївського регіонального телеканалу «Сатурн»[16].
- Початок аналогового мовлення регіонального державного телеканалу «Миколаїв» на 7 ТВК у Баштанці[21].
- Початок аналогового мовлення регіонального державного телеканалу «Нова Волинь» на 48 ТВК в Ковелі[22].
- Початок аналогового мовлення регіонального телеканалу «КРТ» на 40 ТВК у Кривому Розі[23].
- Початок мовлення нового п'ятихатського регіонального телеканалу «Досвітні вогні»[24].